# Thamnodynastes silvai
Thamnodynastes silvai — вид змій родини полозових (Colubridae). Мешкає в Амазонії. Описаний у 2021 році.

## Поширення і екологія
Thamnodynastes silvai мешкають в Колумбії, Еквадорі, Перу і Бразилії. Вони живуть у вологих тропічних лісах.